# Classic Brugge-De Panne 2024
Das Straßenradrennen Classic Brugge–De Panne 2024 war die 48. Austragung des belgischen Eintagesrennens. Das Rennen fand am 20. März statt und war Teil der UCI WorldTour 2024.
Den Sieg sicherte sich der Belgier Jasper Philipsen (Alpecin-Deceuninck), der sich im Massensprint vor Tim Merlier (Soudal Quick-Step) und Danny van Poppel (Bora-hansgrohe) durchsetzte.

## Teilnehmende Mannschaften und Fahrer
Mit Ausnahme der Ineos Grenadiers, dem Team Visama-Lease a Bike und dem Decathlon AG2R La Mondiale Team gingen alle 18 UCI WorldTeams bei dem Rennen an den Start. Weitere 6 UCI ProTeams nahmen das Rennen ebenfalls in Angriff. Für jede Mannschaft waren sieben Fahrer startberechtigt, wobei das Astana Qazaqstan team nur sechs Fahrer entsandte. Mit Luka Mezgec (Team Jayco AlUla) und Rick Zabel (Israel-Premier Tech) gingen zwei Fahrer nicht an den Start.
Zu den Favoriten zählten aufgrund der flachen Topographie in erster Linie die Sprinter. Als mögliche Sieger galten Jasper Philipsen (Alpecin-Deceuninck), Tim Merlier (Soudal Quick-Step), Dylan Groenewegen (Jayco AlUla), Fabio Jakobsen (dsm-firmenich PostNL), Jordi Meeus, Sam Welsford (beide Bora-hansgrohe), Arnaud Démare (Arkéa-B&B Hotels), Laurence Pithie (Groupama-FDJ), Fernando Gaviria (Movistar), Sebastián Molano, Álvaro Hodeg (UAE Team Emirates), Pascal Ackermann (Israel-Premier Tech), Gerben Thijssen (Intermarché-Wanty), Phil Bauhaus (Bahrain Victorious), Milan Menten (Lotto Dstny) und Edward Theuns (Lidl-Trek).
| UCI WorldTeams | UCI WorldTeams                  | UCI WorldTeams | UCI WorldTeams        | UCI WorldTeams | UCI WorldTeams            | UCI ProTeams | UCI ProTeams           | UCI ProTeams | UCI ProTeams   |
| -------------- | ------------------------------- | -------------- | --------------------- | -------------- | ------------------------- | ------------ | ---------------------- | ------------ | -------------- |
| ADC            | Alpecin-Deceuninck              | EFE            | EF Education-EasyPost | DFP            | Team dsm-firmenich PostNL | BWB          | Bingoal WB             | UXM          | Uno-X Mobility |
| ARK            | Arkéa-B&B Hotels                | GFC            | Groupama-FDJ          | JAY            | Team Jayco AlUla          | IPT          | Israel-Premier Tech    |              |                |
| AST            | Astana Qazaqstan Team           | IGD            | Ineos Grenadiers      | TVL            | Team Visma-Lease a Bike   | LDT          | Lotto Dstny            |              |                |
| TBV            | Bahrain Victorious              | IWA            | Intermarché-Wanty     | UAD            | UAE Team Emirates         | Q36          | Q36.5 Pro Cycling Team |              |                |
| BOH            | Bora-Hansgrohe                  | LTK            | Lidl-Trek             |                |                           | TFB          | Team Flanders-Baloise  |              |                |
| COF            | Cofidis                         | MOV            | Movistar Team         |                |                           | TEN          | TotalEnergies          |              |                |
| DAT            | Decathlon AG2R La Mondiale Team | SOQ            | Soudal Quick-Step     |                |                           | TUD          | Tudor Pro Cycling Team |              |                |

## Streckenführung
Die Strecke führte über 198,9 Kilometer von Brügge nach De Panne. Nach dem Start ging es auf direktem Weg Richtung Westen nach Veurne, wo die Fahrer bereits nach rund 55 Kilometern den finalen Rundkurs erreichten. Nach 67,2 Kilometern wurde zum ersten Mal die Ziellinie überquert. Anschließend folgten drei Runden auf einem 43,9 Kilometer langen Rundkurs. Dieser führte von De Panne aus entlang der Küste nach Koksijde. Danach drehte die Strecke landeinwärts und führte über Veurne, ehe die Fahrer auf der Vaartstraat entlang des Lovaart gen Süden fuhren. Bei einer schmalen Brücke überquerten sie den Kanal kurz vor Alveringem und folgten auf dem Weg nach Beauvoorde engen verwinckelten Straßen. Über die breitere W. Cobergherstraat führte die Strecke im Anschluss zurück in Richtung Norden. Die letzten sieben Kilometer beinhalteten mehrere Richtungswechsel und Straßenverengungen, ehe das Ziel in De Panne auf der Zeenlaan neben dem Marktplatz erreicht wurde.
Die flache Topografie des Rennens stellte eine ideale Streckenführung für die Sprinter dar. Aufgrund der Nähe zur Nordsee, konnte jedoch der Wind eine entscheidende Rolle spielen.

## Rennverlauf und Ergebnisse
Unmittelbar nach dem Start setzten sich mit Thomas Gachignard (TotalEnergies), Victor Vercouillie (Flanders-Baloise) und Luca De Meester (Bingoal WB) drei Fahrer vom Hauptfeld ab. Das Trio fuhr einen maximalen Vorsprung von rund acht Minuten heraus, während mit Álvaro Hodeg (UAE Team Emirates) einer der endschnellen Fahrer das Rennen frühzeitig aufgab.
Nachdem der Vorsprung der Ausreißergruppe auf unter eine Minute geschmolzen war, griff Thomas Gachignard rund 25 Kilometer vor dem Ziel in der Ausreißergruppe an und setzt sich als Solist ab. Kurz darauf wurden seine beiden Begleiter vom Peloton eingeholt. Nachdem zehn Kilometer vor dem Ziel auch der letzte Ausreißer gestellt worden war, kam es zum Massensprint, in dem sich Jasper Philipsen (Alpecin-Deceuninck) vor Tim Merlier (Soudal Quick-Step) und Danny van Poppel (Bora-hansgrohe) durchsetzte.
| Platz | Fahrer                   | Nation | Team               | Zeit                   |
| ----- | ------------------------ | ------ | ------------------ | ---------------------- |
| 01.   | Jasper Philipsen         | BEL    | Alpecin-Deceuninck | 4:22:42 h (45,42 km/h) |
| 02.   | Tim Merlier              | BEL    | Soudal Quick-Step  | "                      |
| 03.   | Danny van Poppel         | NED    | Bora-hansgrohe     | "                      |
| 04.   | Jason Tesson             | FRA    | TotalEnergies      | "                      |
| 05.   | Simone Consonni          | NED    | Lidl-Trek          | "                      |
| 06.   | Stian Edvardsen-Fredheim | NOR    | Uno-X Mobility     | "                      |
| 07.   | Sebastián Molano         | COL    | UAE Team Emirates  | "                      |
| 08.   | Phil Bauhaus             | GER    | Bahrain Victorious | "                      |
| 09.   | Emilien Jeannière        | FRA    | TotalEnergies      | "                      |
| 10.   | Luca Mozzato             | ITA    | Arkéa-B&B Hotels   | "                      |

## Vergabe der UCI-Punkte
Die Classic Brugge-De Panne 2024 war Teil der UCI WorldTour 2024. Nach dem Rennen wurden UCI-Punkte vergeben, die sich auf die Platzierung der Fahrer und Mannschaften im UCI Ranking auswirkten. Die Punktevergabe erfolgt nach folgendem Schlüssel:
| Platzierung  | 1.  | 2.  | 3.  | 4.  | 5.  | 6.  | 7. | 8. | 9. | 10. | Anmerkung                              |
| ------------ | --- | --- | --- | --- | --- | --- | -- | -- | -- | --- | -------------------------------------- |
| Tageswertung | 300 | 250 | 215 | 175 | 120 | 115 | 95 | 75 | 60 | 50  | gestaffelt bis zum 60. Platz (1 Punkt) |